# Picea engelmannii
Picea engelmannii là một loài thực vật hạt trần trong họ Thông. Loài này được Parry ex Engelm. miêu tả khoa học đầu tiên năm 1863.